# Battaglia di Pechino-Tientsin
La battaglia di Pechino-Tientsin si svolse tra il luglio e l'agosto 1937 durante la seconda guerra sino-giapponese nella Cina settentrionale tra le città di Pechino-Tientsin.
La battaglia, composta da una serie di scontri distinti, vide le forze dell'Impero giapponese comandate dai generali Kanichiro Tashiro e Kiyoshi Katsuki affrontare le unità cinesi del generale Song Zheyuan, poste a guardia delle due importanti città; lo scontro si concluse con la ritirata finale delle forze di Song Zheyuan e la caduta in mano giapponese tanto di Pechino quanto di Tientsin, rimaste sotto occupazione fino al 1945.